# Oriolus tenuirostris
Papa-figos-de-bico-fino ou papa-figos-mascarado (Oriolus tenuirostris) é uma espécie de ave da família Oriolidae.
Pode ser encontrada nos seguintes países: Butão, China, Índia, Laos, Myanmar, Nepal, Tailândia e Vietname.
Os seus habitats naturais são: florestas subtropicais ou tropicais húmidas de baixa altitude e regiões subtropicais ou tropicais húmidas de alta altitude.